# Província do Maine
```
   |-
       |
Erro:
:  
valor não especificado para "
nome_comum
"
```

A Província do Maine refere-se a qualquer uma das várias colônias inglesas estabelecidas no século XVII ao longo da costa nordeste da América do Norte, em territórios dos atuais estados americanos do Maine, New Hampshire e Vermont, além das províncias canadenses de Quebec e New Brunswick. Existiu através de uma série de "patentes" de terras feitas pelos reis da Inglaterra durante aquela época, sendo as principais concedidas em 1622 para Ferdinando Gorges e John Mason e em 1639 o território da província também incluiu: "New Somersetshire", "Lygonia" e "Falmouth". A província foi incorporada na Colônia da Baía de Massachusetts durante a década de 1650, começando com a formação do "Condado de York", Massachusetts, que se estendia do rio Piscataqua até o Leste da foz do rio Presumpscot na Casco Bay. Eventualmente, seu território cresceu para abranger quase todo o atual Estado do Maine.